# Miguel Blay
Miguel Blay y Fábrega (en catalán: Miquel Blay i Fàbregas) (Olot, 8 de octubre de 1866-Madrid, 22 de enero de 1936) fue un escultor español.

## Biografía
Nació el 8 de octubre de 1866 en la ciudad gerundense de Olot, hizo su aprendizaje en la Escuela de Dibujo y Pintura de Olot, dirigida por Josep Berga i Boix y Joaquín Vayreda. Más tarde en Italia y Francia recibe una sólida formación artística, y en París acude al taller del escultor Henri Chapu.

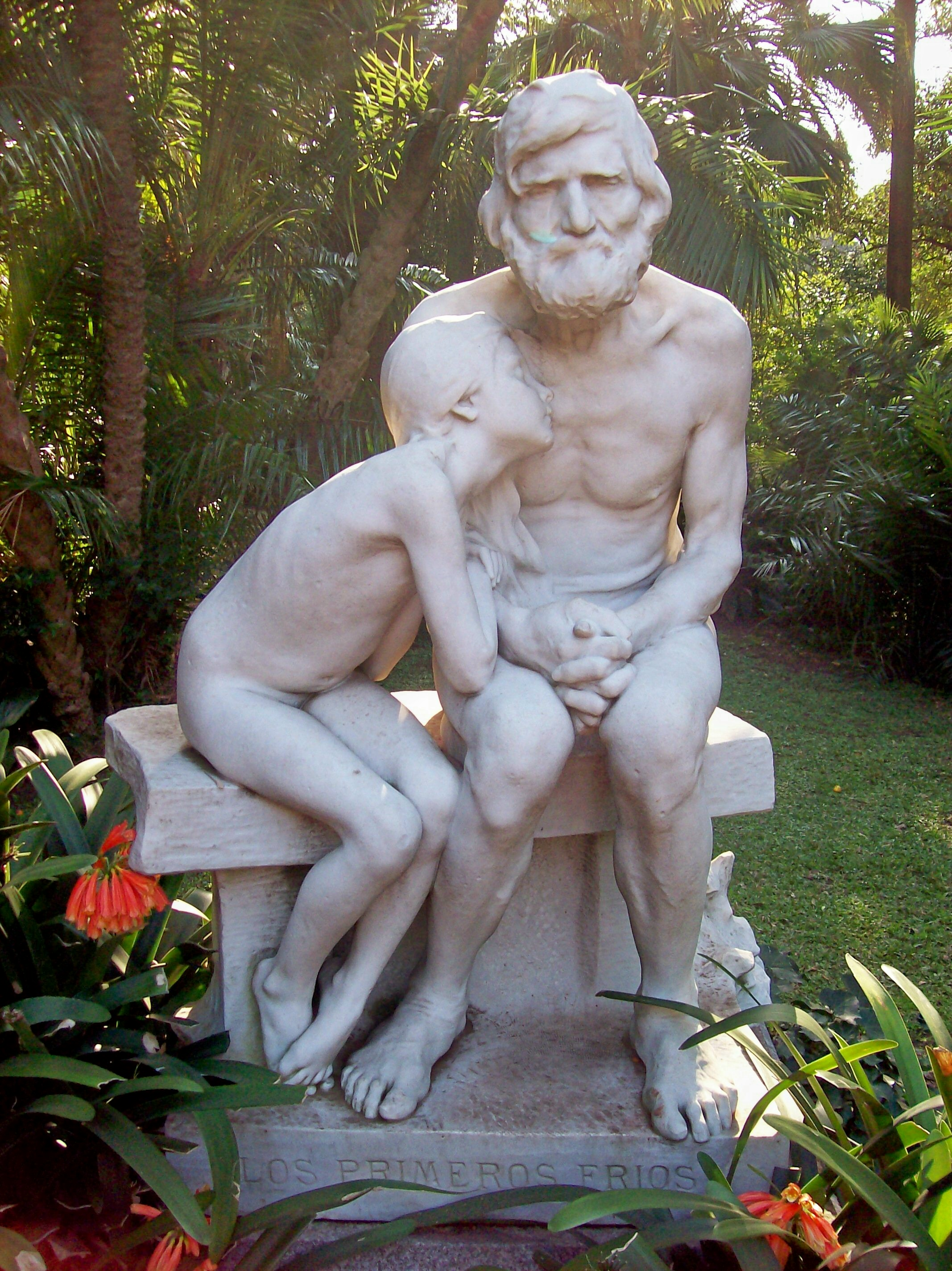
Los primeros fríos (1892), versión en mármol de la escultura de Miguel Blay, Jardín Botánico de Buenos Aires.

Recibió en 1892 la primera medalla de la Exposición Nacional de Bellas Artes de Madrid por la escultura Los primeros fríos obra que con su lenguaje modernista influyó en toda una generación de escultores catalanes. Esta obra fue premiada también con una medalla de oro en Barcelona en 1894. En esa ciudad se encuentra la versión en bronce y en el Jardín Botánico Carlos Thays, en Buenos Aires, la versión en mármol, adquirida en 1906 por Eduardo Schiaffino. 
En 1900 es primera medalla en la Exposición Universal de París, le conceden el título de caballero de la Legión de Honor en 1901, permanece en la capital francesa hasta 1906, fecha en que se instala en Madrid, siendo ya un artista reconocido. Fue un gran maestro de escultores, tuvo en su taller entre otros al tarraconense Julio Antonio (1889-1919).
Introduce en su escultura con un naturalismo extremo, todos los elementos del modernismo. Colaboró con el arquitecto Lluís Domènech i Montaner con una escultura La canción popular, colocada en un ángulo de la fachada del Palacio de la Música Catalana en Barcelona, obra ya totalmente modernista.
En 1909 fue nombrado académico de la Real Academia de Bellas Artes de San Fernando de Madrid y profesor de modelado en la Escuela de San Fernando, cargo que ocupó hasta el año 1925 en que recibe el nombramiento de director de la Academia Española de Bellas Artes en Roma. Fallecido el 22 de enero de 1936, fue enterrado en la Sacramental de San Lorenzo de Madrid.

## Obra
- 1886 Primavera
- 1890 Remordimiento
- 1892 Los primeros fríos
- 1892 La niña desnuda. Museo Nacional del Prado[7]
- 1896. Al ideal. Museo Nacional del Prado[8]
- 1900 Desencanto
- 1905. Eclosión. Museo del Prado[9]
- 1910 Sensitiva. Real Academia de Bellas Artes de San Fernando[10]
- 1918 La Lectura. Passeig d'en Blay, en Olot.

### Monumentos
- 1903 Monumento a Víctor Chávarri en Portugalete (España).
- 1906 Monumento al Doctor Federico Rubio en Madrid (España).
- 1907 Grupo escultórico en el Palacio de la Música Catalana en Barcelona (España).
- 1909 Monumento a Mariano Moreno en Buenos Aires (Argentina)
- 1914 Monumento a Mesonero Romanos en Madrid (España).
- 1914 Monumento a José Pedro Varela en Montevideo (Uruguay).
- 1914 Monumento al Conde de Romanones en Guadalajara (España).
- 1910 (inauguración 1922) Grupo La Paz y bajorrelieves en el Monumento a Alfonso XII de los jardines del Buen Retiro de Madrid (España).
- Grupos escultóricos en la fuente de la plaza de España en Barcelona (España).

## Galería

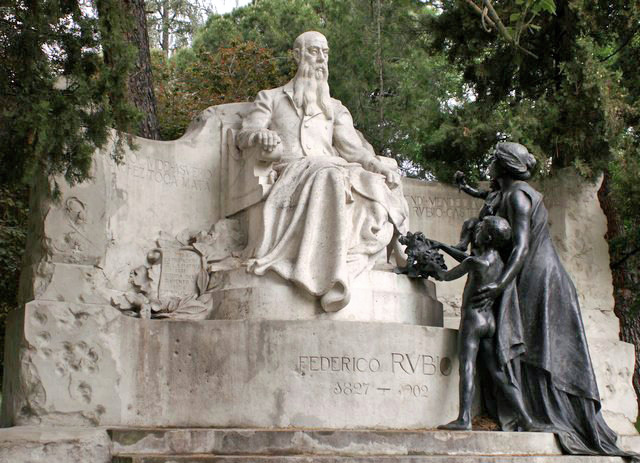
Monumento a Federico Rubio (1906), parque del Oeste, Madrid.
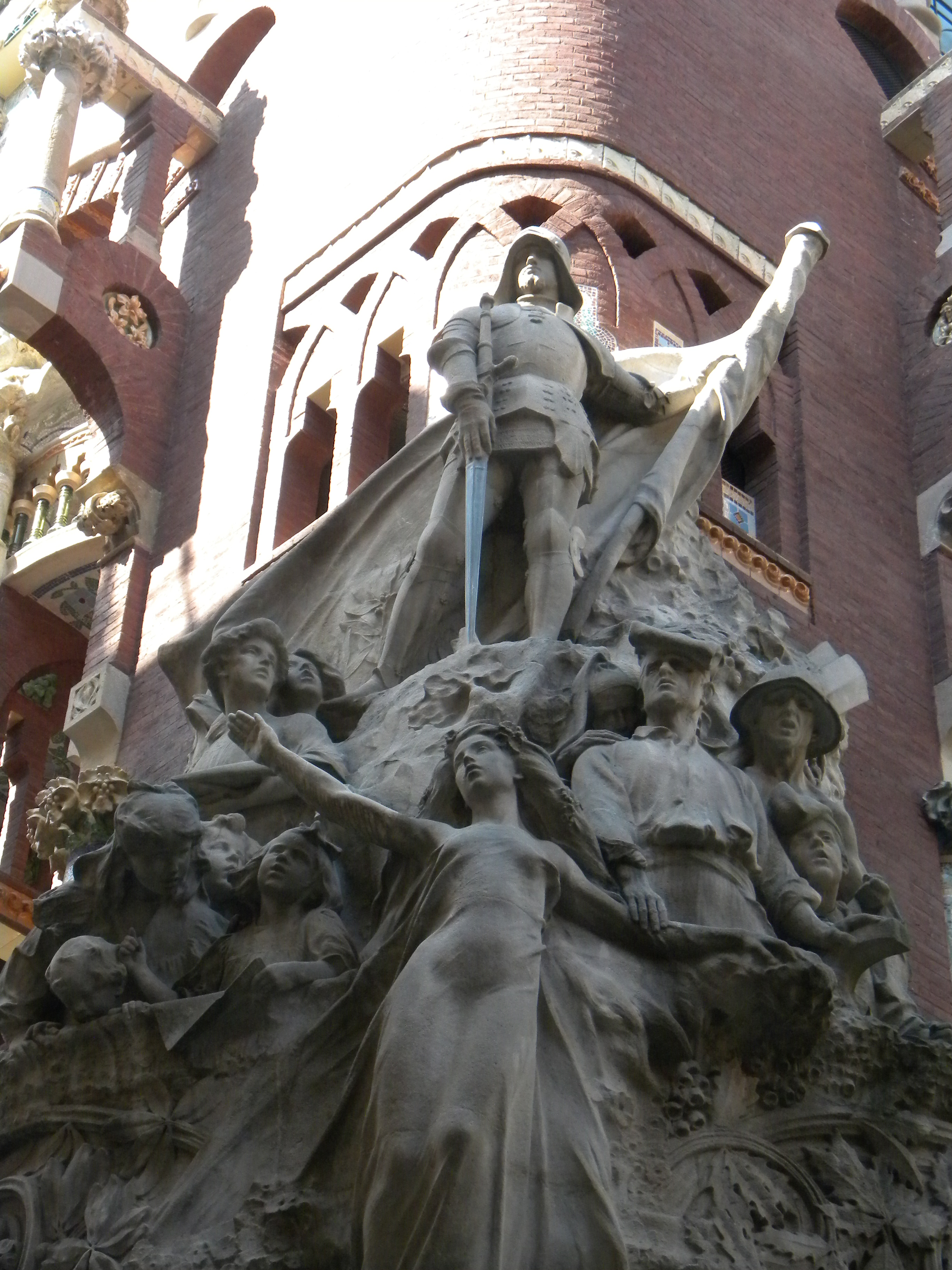
La canción popular catalana (1909), Palacio de la Música Catalana, Barcelona.
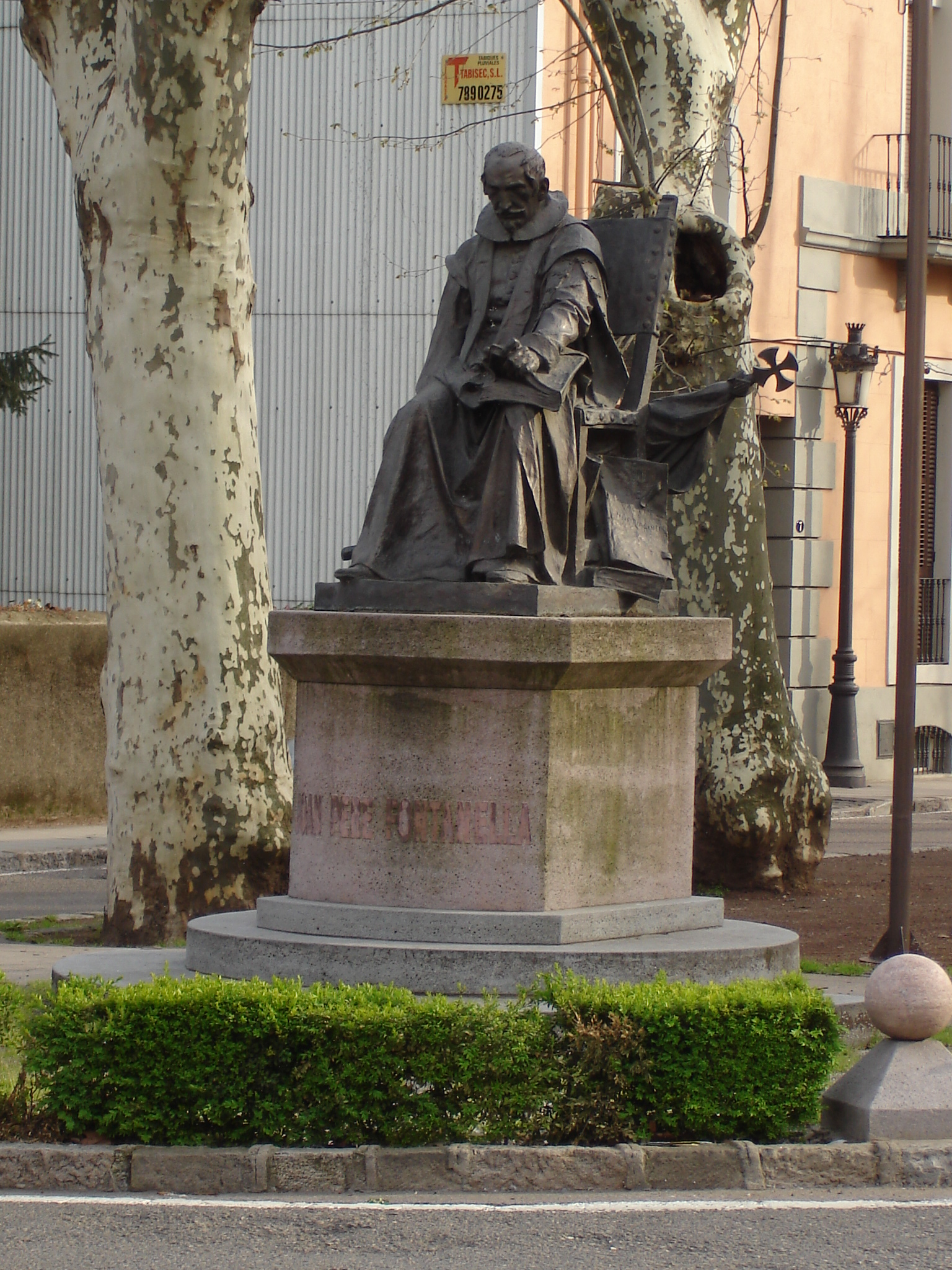
Monumento a Joan Pere Fontanella, Olot.
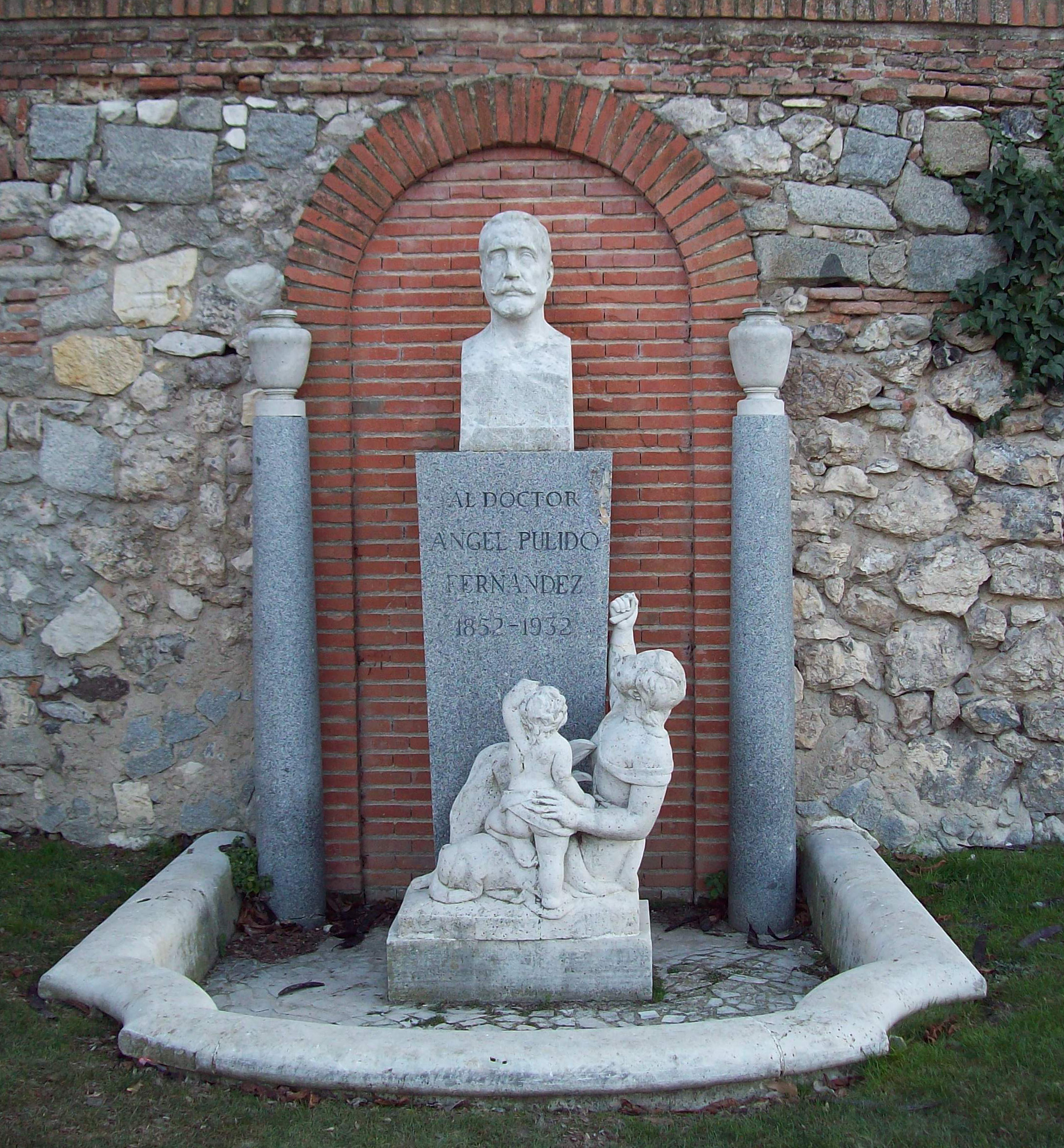
Busto del monumento al Doctor Pulido Fernández, parque del Retiro, Madrid.
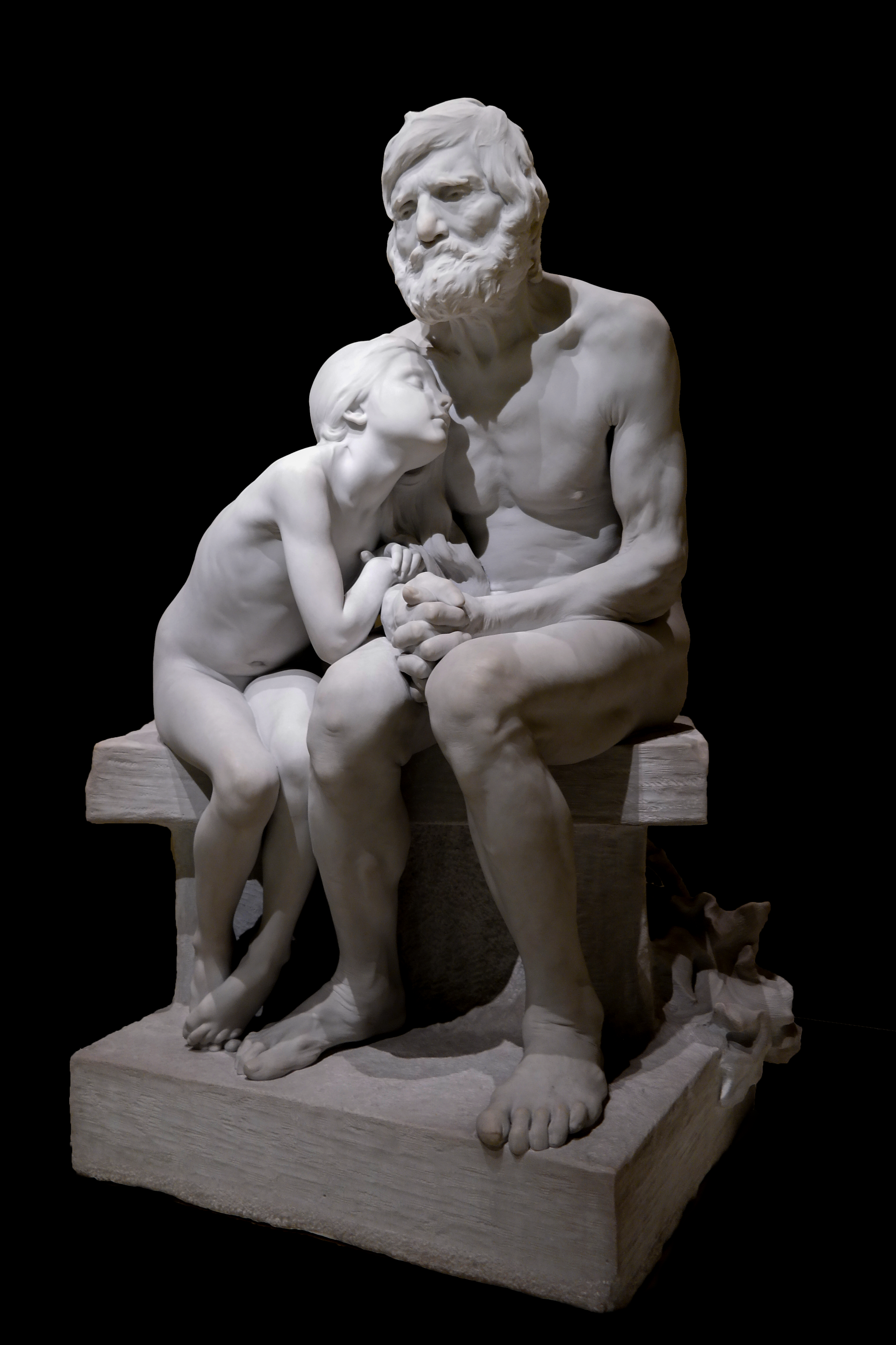
Los primeros fríos

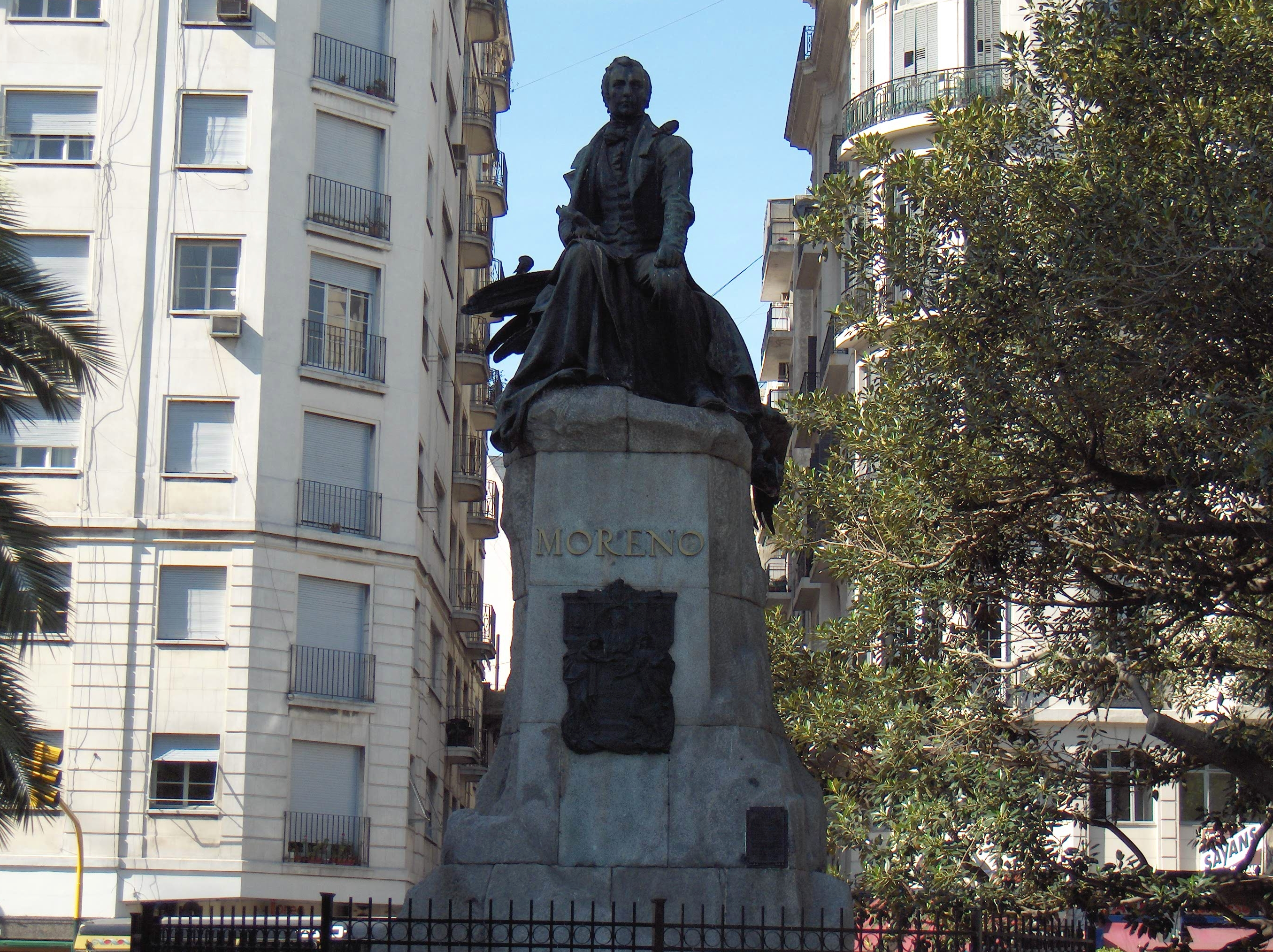
Monumento a Mariano Moreno (1910), Buenos Aires.
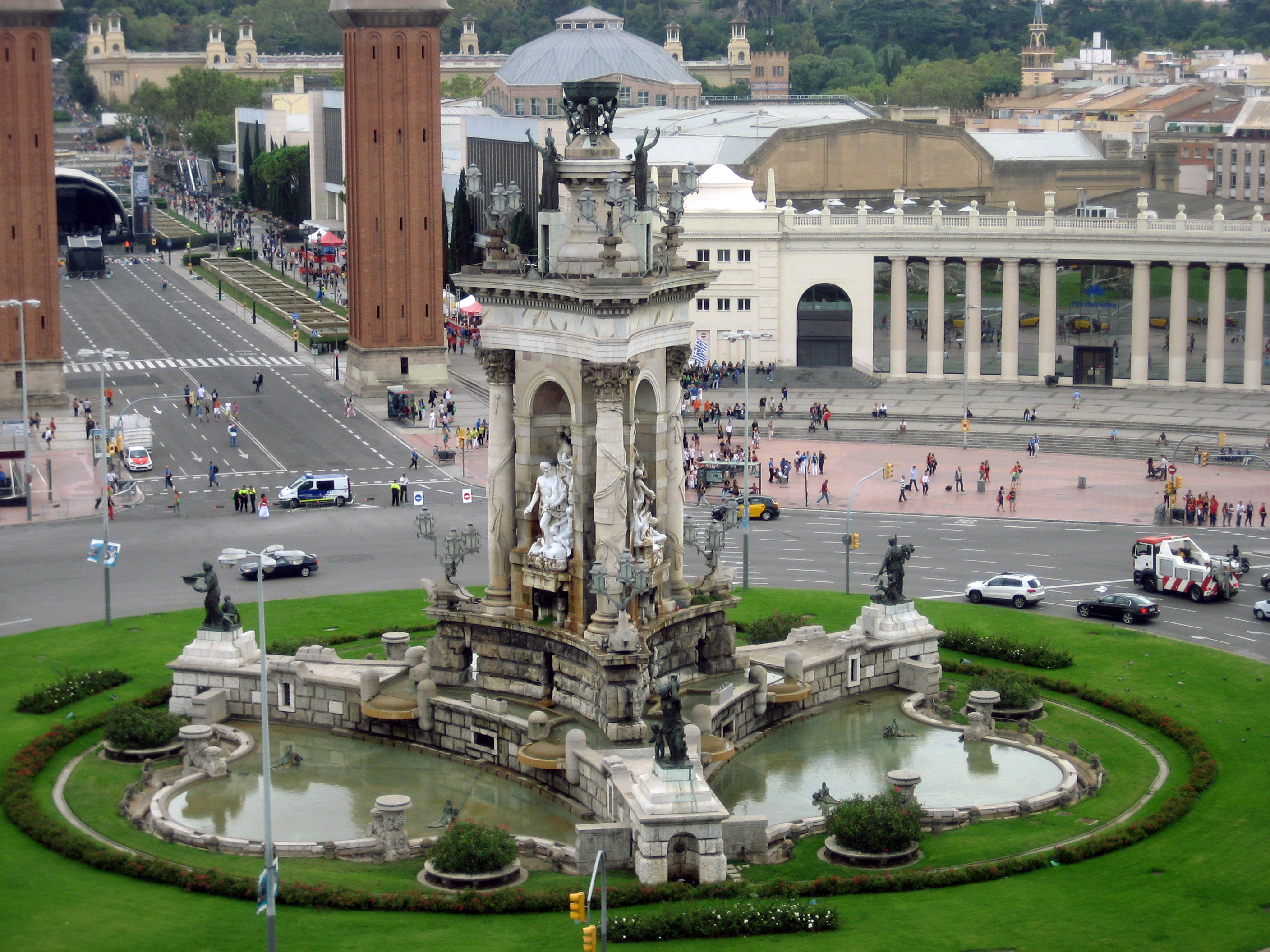
Fuente de la Plaza de España, Barcelona.
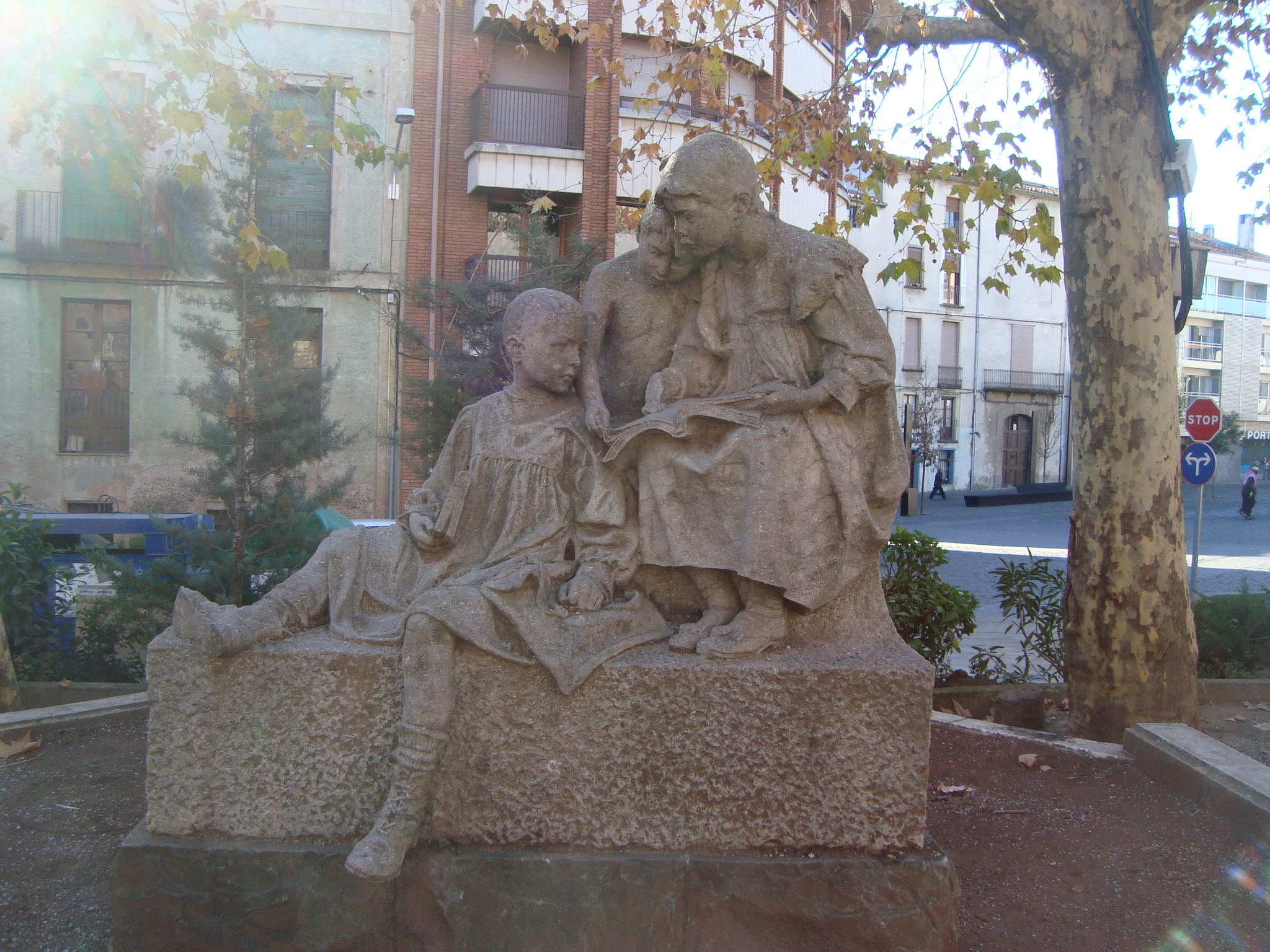
La Lectura (1918), Olot.
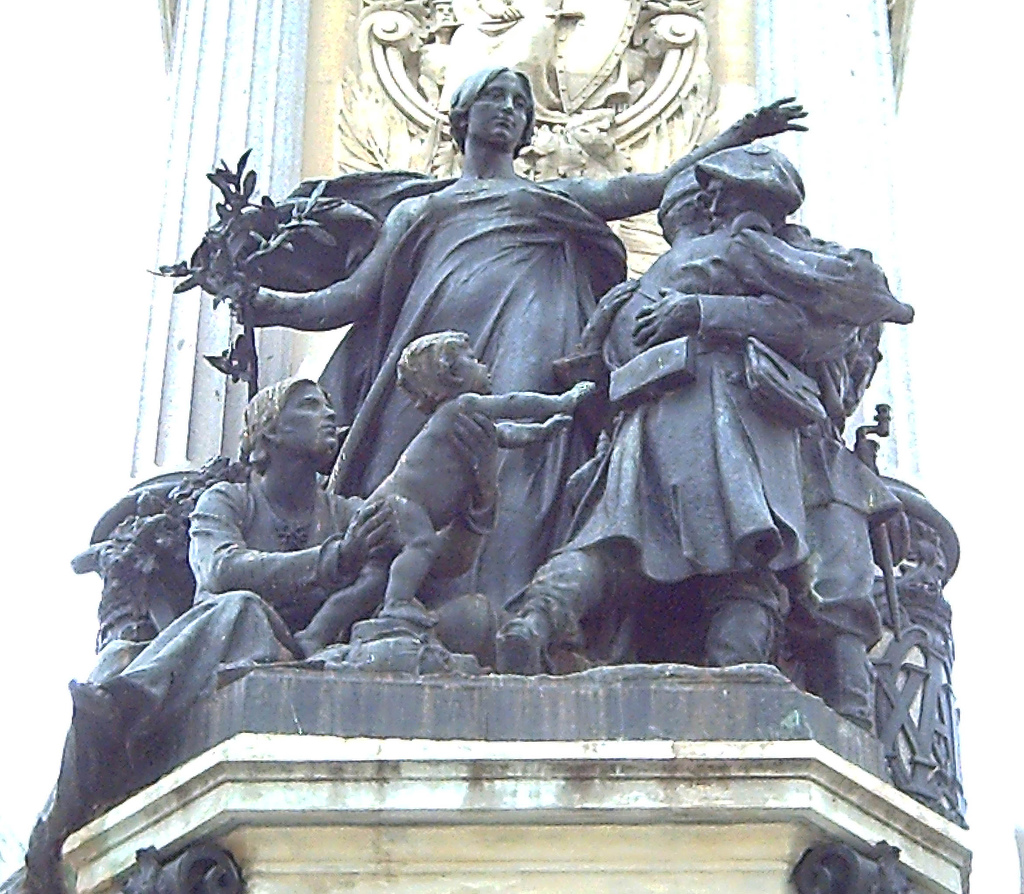
La Paz (1910). Monumento a Alfonso XII, Jardines del Retiro, Madrid.